# آیخانوو
آیخانوو (انگلیسی: Ayukhanovo) یک شهرک در شهرستان داولکانوفسکی در استان باشقیرستان کشور روسیه است.